# Абдуллах ібн Фейсал
Абдуллах ібн Фейсал (араб. عبد الله بن فيصل آل سعود; нар. 1831 — 2 грудня 1889) — 6-й емір Неджду в 1865—1871, 1871—1873, 1876—1887 і 1889 роках. Відомий також як Абдуллах III.

## Життєпис

### Молоді роки
Походив з династії Саудитів. Старший син Фейсала ібн Тукрі. Народився 1831 року. 1838 року разом з батьком опинився в Каїрі після поразки того від єгиптян. 1843 року разом з батьком і братами повернувся до Аравії.
У 1848—1849 роках відзначився у походах проти емірів Унайзи. Невдовзі здолав Абдулазіза Аль-Улайяна, намісника Бурайди, що підняв повстання. Також домігся підтвердження з боку Мухаммедааль-Халіфи, шейха Бахрейну, домовленості стосовно сплати щорічної данини. У 1854 і 1860—1861 роках придушував повстання бедуїнського племені аджман.
На початку 1860-х років оголошений спадкоємцем, отримав в управління центральну частину Неджду. Його підтримував молодший брат Мухаммед. Ще за життя батька вступив у протистояння з середнім братом Саудом, що отримав в управління Південний Неджд. Того заохочували британці, зацікавлені в ослабленні емірату.

### Володарювання
1865 року після смерті батька став новим еміром. Спочатку спробував централізувати владу. Його підтримали брат Мухаммед, що панував в східному Неджді, стрийко Абдуллах ібн Туркі та лідери ваххабітів. Втім його політика призначати намісниками представників не місцевих племен викликало роздратування. Водночас емір підписав з Великою Британією договір про отримання фінансової допомоги та захисту. Того ж року він розпочав будівництво форту Масмак в Ер-Ріяді.
1866 року вирішив втрутитися в справи султанату Маскату і Оману, де на той час Салім бін Тувайні опинився в складному становищі. Абдуллах ібн Фейсал спробував домогтися відновлення сплати данини. Проте зміг лише отримати від Саліма політичну підтримку, що відмовився вступати в антинедждську коаліцію, що формувала Велика Британія. 1867 року отримав від османського уряду визнання його титулу і володінь. В свою чергу Абдуллах визнав номінальну зверхність Стамбула. Того ж року придушив заколот брата Сауда, якому завдав поразки у битві біля Аль-Мутала.
1868 року після повалення оманського султана Саліма його родичем Аззаном бін Кайсом емір Абдуллах ібн Фейсал виступив проти нього. Але на допомогу новому султану прийшов британський флот, що обстріляв порти Ель-Катіф і Аджман, які належали Абдуллаху ібн Фейсалу. Абдуллах спробував отримати допомогу у багдадського валі, але марно. 1869 року війська еміру зазнали поразки від Аззана, втративши оазу Ель-Бураймі
Тим часом Сауд здійснив спробу захопити трон. Він зібрав військо з аджманів і наджранців і рушив до ваді Ед-Давасир. Абдуллах спрямував військо проти брата, якому було завдано поразки. Сауд був важко поранений і втік до племені аджман.
Восени 1870 року Сауд, об'єднавшись з аль-мурра і аджманами, захопив Ель-Хасу. Абдуллах відправив проти нього брата Мухаммеда, але у вирішальний момент група кочівників Мухаммеда перекинулася на бік Сауда. Мухаммед потрапив у полон, а вся Східна провінція присягнула Сауду.
Абдуллах відступив до Ель-Касима, а звідти відправив посланців до Джебель-Шаммара, але не отримав допомоги від тамтешнього еміра Бандара ібн Таляля. Тоді звернувся по допомогу до багдадського валі Мідхат-паши та Абдулли Каміл Паши, шаріфа Мекки. Зрештою отримав допомогу від бедуїнського племені кахтан, з яким повернувся до Ер-Ріяд. Навесні 1871 року до столиці підійшов Сауд. Емір Абдуллах не наважився на відкритий бій, втікши на південь — до племені кахтанів. Сауд перехопив його спорядження та майно й захопив Ер-Фейсал.
В свою чергу Мідхат-паша спорядив флот на чолі ізНафіз-пашою, який висадився в Ель-Хасі, яку швидко захопив. За цим було оголошено про відновлення санджаку Лахса в складі Багдадського вілайєту. Абдкллаху було надано титул каймакама Неджду. Абдуллах опинився в Хуфуфі на становищі почесного бранця Мідхат-паши. Коли він довідався, що його хочуть перевезти до Багдаду, то втік.
Наприкінці 1871 року Абдуллах ібн Фейсал з'явився в Ер-Ріяді, де за підтримки шейха Абдул Латіфа, лідера ваххабітів, швидко повалив свого стрийка Абдуллаха ібн Туркі, що на той час став новим еміром. Проте боротьба за трон різко погіршило економічне становище, почав голод: люди їли падло, шкіру та листя. У березні 1873 року Абдуллах, що спирався на османські загони, знову був вигнаний Саудом, якого підтримували британці. Він втік до племен мутайр і утайба.
У січні 1875 року після смерті Сауда владу захопив молодший брат Абдуррахман, проти якого виступили сини Сауда. За цих обставин Абдуллах і Абдуррахман замирилися, завдавши у березні 1876 року поразки Мухаммаду ібн Сауду. За цим Абдуллах ібн Фейсал знову відновився на троні.
На той час його володіння обмежувалися центральним Недждом, оскільки під час боротьби за владу потуги набув шаммарський емір Мухаммед ібн Абдаллах. 1882 року Абдуллах спробував придушити заколот в Ель-Маджмаа, але йогом ешканці звернулися за допомогою до Мухаммеда ібн Абдаллаха, що скористався нагодою для відкритого втручання в справи емірату Неджду. Спочатку супротивник захопив Судайр, потім поставив в Ель-Маджмаа свого намісника. Абдуллах ібн Фейсал отаборився в Ер-Ріяді. У січні 1884 року знову спробував захопити Ель-Маджмаа, але марно. Мухаммед ібн Абдаллах в свою чергу завершив захоплення областей Судайр і Вашм. Поступово шейхи племен стали залишати Абдуллаха ібн Фейсала
У жовтні 1887 року знову повстав небіж Мухаммед ібн Сауд з братами, захопивши Абдуллаха. Той встиг надіслати прохання про допомогу до шаммарського еміра Мухаммеда ібн Абдаллаха. Останній швидко захопив Ер-Ріяд, звільнив Абдуллаха, якого під приводом забезпечення безпеки відвіз Хаїля, а намісником Ер-Ріяду поставив свого воєначальника Саліма ас-Субхана. Фактично емірат Неджд припинив своє існування
У полоні Абдуллах захворів. Тому Мухаммед ібн Абдаллах 1889 року дозволив йому повернутися до Ер-Ріяду разом із братом Абдуррахманом. Абдуллах знову став еміром, але суто номінально. У листопаді того ж року він помер. Боротьбу продовжив його брат Абдуррахман.